# Generatives Verhalten
Generatives Verhalten (bisweilen vereinfacht als „Geburtenverhalten“ bezeichnet) ist das durch das Zusammenspiel verschiedener Faktoren bedingte Verhalten, das auf die Zahl der Kinder Einfluss nimmt, die eine Bevölkerung hervorbringt, und damit das Bevölkerungswachstum beeinflusst. Das generative Verhalten schlägt sich nieder z. B. im Alter der Frauen bei ihrer Heirat und der Geburt ihrer Kinder, im Betreiben einer bewussten Familienplanung, etwa durch Empfängnisverhütung, und letztlich in der durchschnittlichen Zahl der Kinder je Frau.
Das generative Verhalten ergibt sich aus den Wechselwirkungen gesellschaftlicher und wirtschaftlicher Einflüsse auf Geburtenhäufigkeit und Heiratsverhalten, wie z. B. Lebensbedingungen, religiösen Wertvorstellungen usw.
Als Maß zur Quantifizierung des Geburtenverhaltens wird oftmals die Totale Fertilitäts-/Fruchtbarkeitsrate verwendet. Diese gibt (vereinfacht interpretiert) an, wie viele lebendgeborene Kinder jede Frau während ihrer reproduktiven Lebensphase durchschnittlich bekommt.

## Andere Begriffe: Ähnlichkeiten und Unterschiede
In der Demografie wird Generativität auch häufig als Synonym für generatives Verhalten genutzt.
Generatives Verhalten ist nicht identisch mit Geburtenhäufigkeit, durchschnittlicher Kinderzahl oder Fruchtbarkeit, auch wenn dies selbst in der Demografie nicht immer sauber getrennt wird. Zudem führen unterschiedliche Definitionen von Fachbegriffen in verschiedenen Wissenschaften (Demografie, Soziologie etc.) sowie deren Verständnis in Politik und Öffentlichkeit nicht selten zu Missverständnissen.